# Verkettung (ETCS)

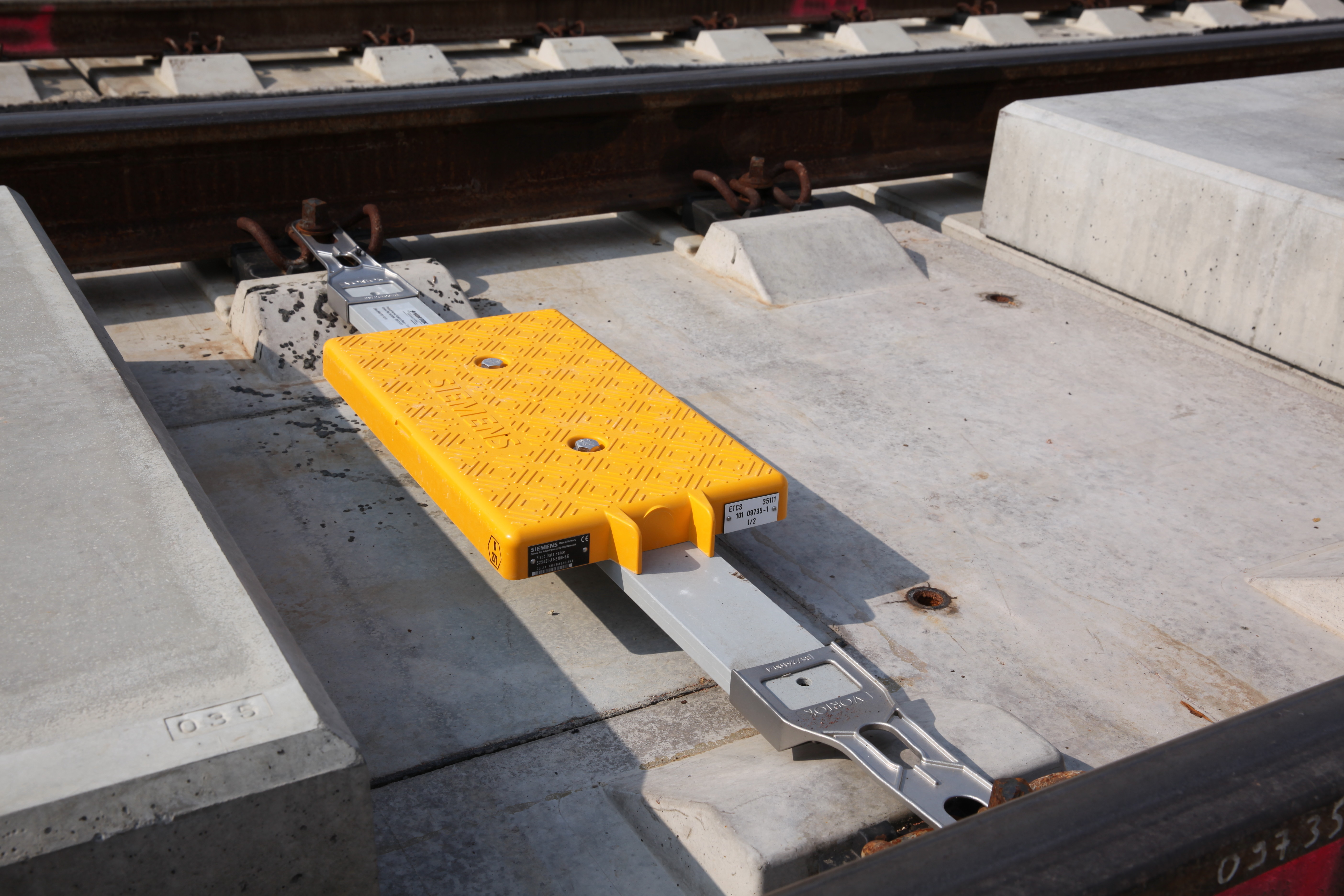
Eurobalise auf Fester Fahrbahn: Eine Balisengruppe kann aus einer bis acht derartiger Balisen bestehen.

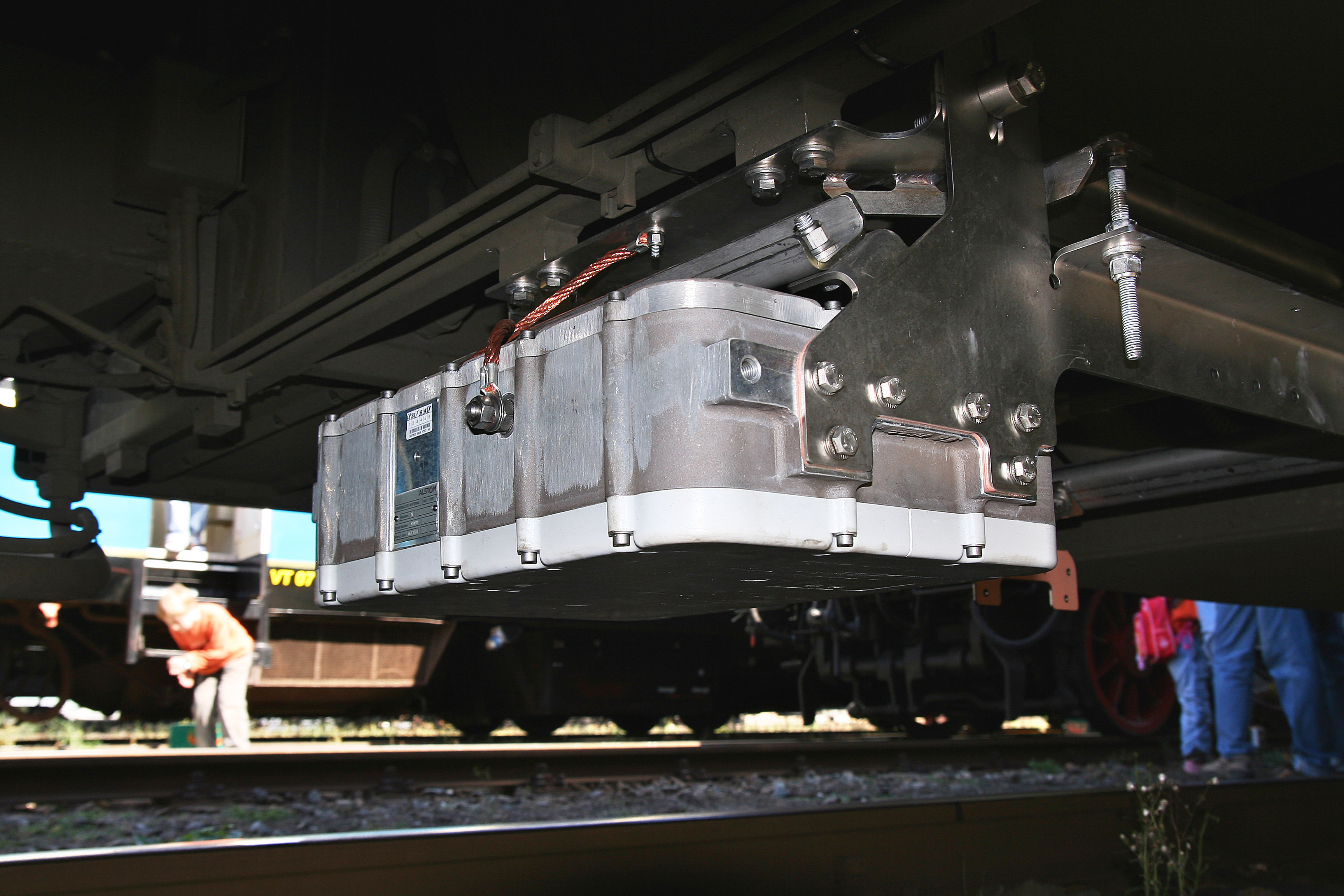
Balisenlesegerät an einer Lokomotive der Baureihe 189: Das Fahrzeug liest damit Informationen aus der Balise aus.

Als Verkettung (fachsprachlich auch Linking) wird im europäischen Zugbeeinflussungssystem ETCS die logische Verknüpfung einer Balisengruppe mit einer nachfolgenden Balisengruppe bezeichnet. Der zugehörige Abstand wird, neben weiteren Informationen, von der Strecke an den Zug per Transparentdatenbalise (in ETCS Level 1) bzw. Funk (zumeist in Level 2 oder 3) übermittelt.
Im Rahmen der Verkettung werden in Fahrtrichtung folgende Balisengruppen mit ihren Identitäten und den dazwischen zu fahrenden Distanzen angekündigt und überwacht. Damit wird die Integrität der übermittelten Streckeninformation sichergestellt. Bei Abweichungen können Sicherheitsreaktionen ausgelöst werden, beispielsweise Zwangsbremsungen. Insbesondere sichert die Verkettung auch einzelner Balisen gegen das Fahren in falscher Richtung ab, wofür sonst Balisengruppen aus mindestens zwei Balisen nötig sind.
Darüber hinaus dient die Verkettung dazu, Abweichungen in der Wegmessung (ETCS-Odometrie), die etwa durch Schlupf entstehen, immer wieder zurückzusetzen, bevor sie zu groß werden, und erlaubt, systematische Abweichungen, etwa aufgrund abnehmender Raddurchmesser, auszuregeln.

## Verkettete und nicht verkettete Balisengruppen

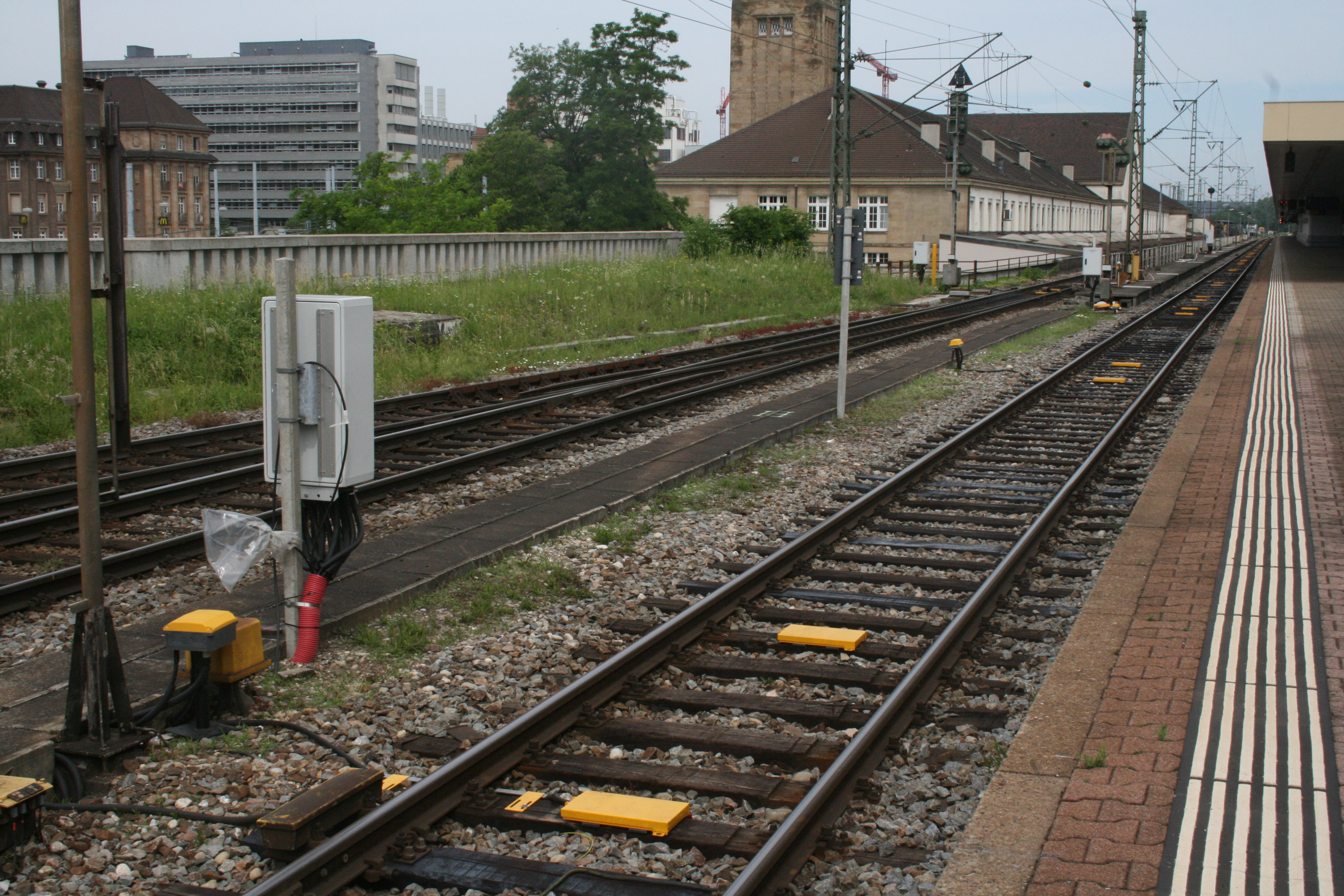
Aus jeweils zwei Balisen bestehende Balisengruppen im Badischen Bahnhof in Basel. An jeder Balisengruppe kann die Bewegungsrichtung des Zuges eindeutig bestimmt werden.

Als verkettet gilt eine Balisengruppe, deren Verkettungsinformation („linking information“) zuvor bekannt ist. Alle Balisen einer verlinkten Gruppe müssen mit dem Wert 1 der binären Variable Q_LINK in ihrem Telegramm als verkettet gekennzeichnet sein. Auch Balisengruppen, die Repositionierungsinformationen enthalten, gelten als verkettet, da diese Balisengruppen vorangekündigt werden, als verkettet gekennzeichnet werden und entsprechende Repositionierungsinformationen enthalten. (Eine feste absolute Standortangabe einer Balise, z. B. mit einer in die Balise einprogrammierten Streckenkilometer-Information, ist nicht möglich, da der entlang einer Strecke zurückgelegte Weg insbesondere durch Weichen nicht eindeutig ist. Die Verkettungsinformation kann beispielsweise die eingestellte Fahrstraße berücksichtigen.)
Wird eine verkettete Balisengruppe vom Fahrzeug gelesen, wird diese zur maßgebenden Balisengruppe (LRBG). In ETCS Level 2 und 3 teilt der Zug per Position Report dem RBC u. a. die neue LRBG mit. Sie dient fortan als räumlicher Bezugspunkt, u. a. auch für weitere Position Reports und Fahrterlaubnisse.

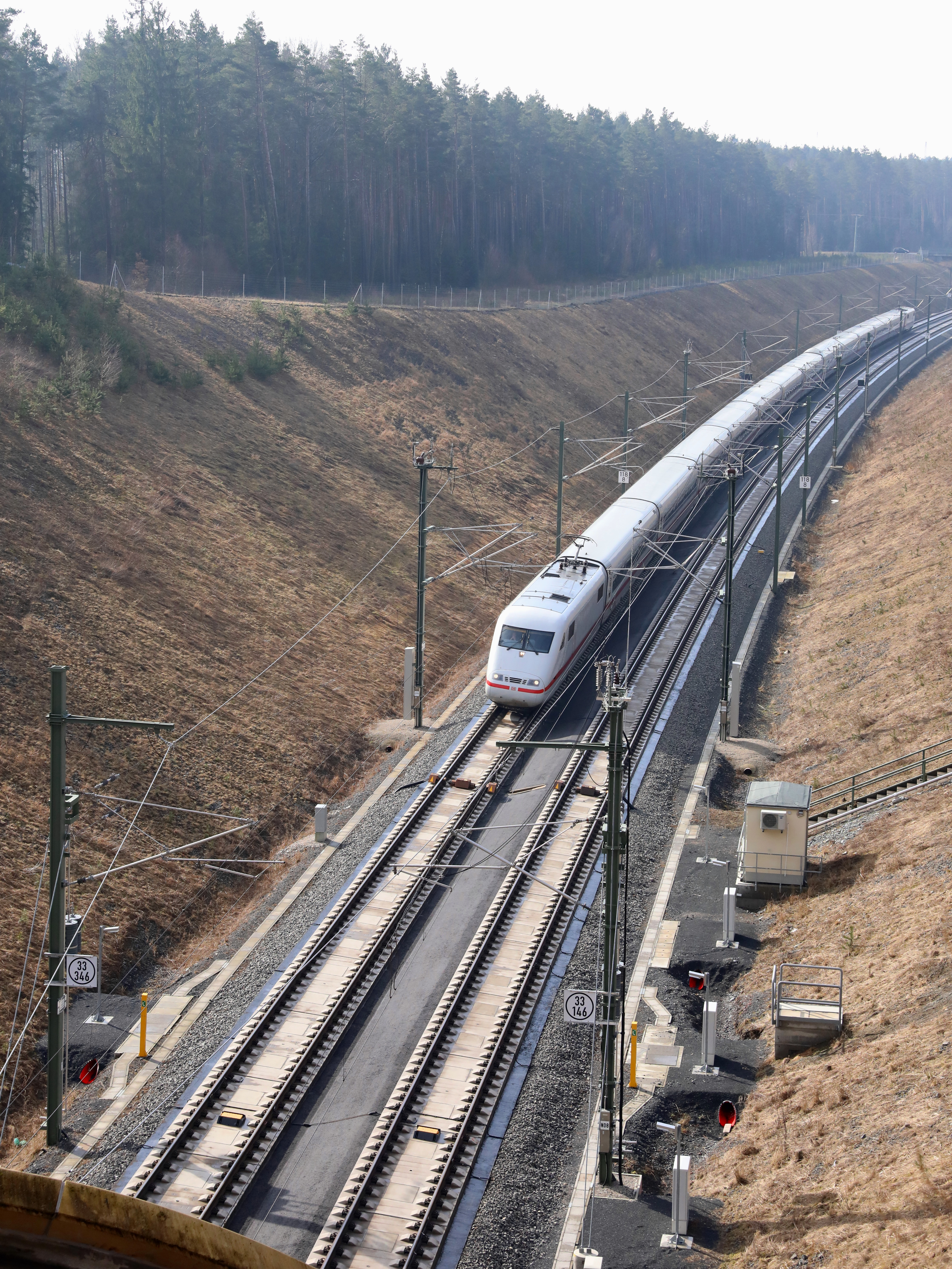
Aus je einer Balise bestehende Balisengruppen an Blockkennzeichen vor einem Tunnelportal. Nur mit Verkettungsinformationen kann die Bewegungsrichtung des Zuges ermittelt und die für diese Richtung vorgesehenen Informationen der Balisen verarbeitet werden.

Unverkettete („unlinked“) Balisengruppen müssen als solche gekennzeichnet sein (Q_LINK = 0) und mindestens zwei Balisen umfassen. Sie dürfen nicht per Verkettung angekündigt werden und selbst keine Verkettungsinformation übertragen (Ausnahme: Infill). Sie können daher nicht als Positionsbezug dienen und nicht zur LRBG werden.
Nicht verkettet werden müssen beispielsweise Balisen, die im ETCS-Level-1-Betrieb eine vorübergehende Langsamfahrstelle (Temporary Speed Restriction, TSR) absichern. Die zulässige Geschwindigkeit an einer Langsamfahrstelle kann damit durch den kurzfristigen Einbau von wenigstens zwei Zweiergruppen von Balisen überwacht werden, ohne in die längerfristig projektierte Verkettung einzugreifen. (Mit Verlinkung wäre dafür nur eine Zweiergruppe erforderlich.)

## Zweck

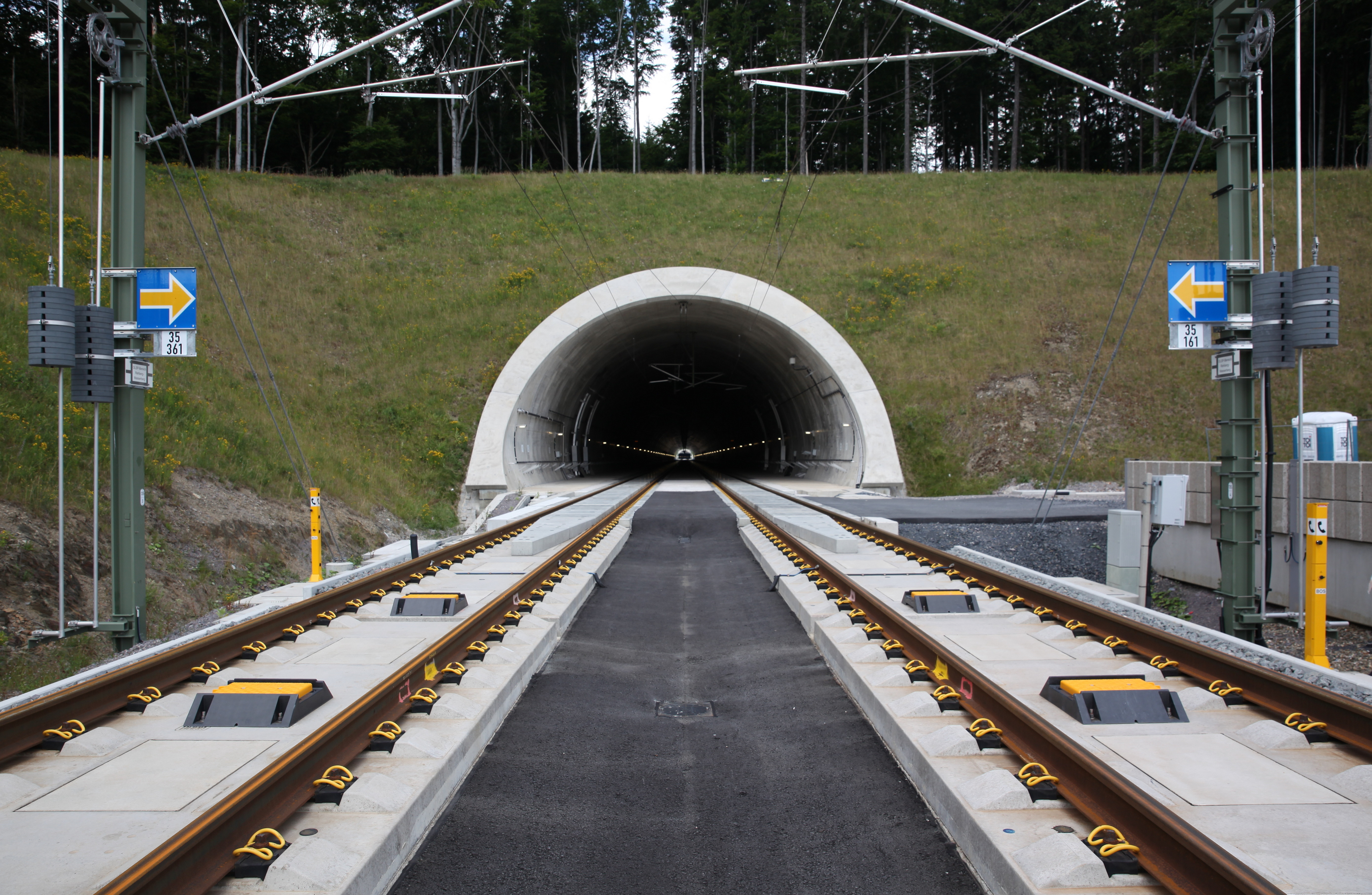
Aus je zwei Balisen bestehende Balisengruppen an ETCS-Halt-Tafeln vor einem Tunnelportal. Damit kann die unerlaubte Vorbeifahrt eines Zuges durch Zwangsbremsung sicher verhindert werden, weil er seine womöglich falsche Bewegungsrichtung auch ohne vorliegende Verkettungsinformation feststellen kann.

Die Verkettung dient nach ETCS-Systemanforderungsspezifikation (SRS) drei Zwecken:
- Maßnahmen zu ergreifen, falls erwartete Balisengruppen nicht oder nicht an der erwarteten Stelle vorgefunden werden.
- Ein orientiertes Koordinatensystem an eine einzelne Balise zu knüpfen.[18]
- Das Vertrauensintervall der Odometrie zu korrigieren.

Durch Verkettung entsteht darüber hinaus ein zusätzlicher Schutz vor Gefahren durch unbeabsichtigtes Einlesen von Informationen aus Balisengruppen, die abseits des befahrenen Fahrwegs liegen („cross-talk“). Die Sicherheitsmarge, mit der cross-talk vom Nachbargleis durch Begrenzung der Feldstärken und Empfindlichkeiten ausgeschlossen ist, ist nicht groß, falls dort eine Balise durch einen anderen Zug erregt wird.
Durch Verkettung ist es ferner möglich, bestimmte Balisen für bestimmte Betriebsfälle zu „maskieren“. So werden auf den ETCS-Strecken des Projekts VDE 8 so genannte „Haltbalisen“ verlegt, deren Informationen nur von Zügen berücksichtigt werden, die einen gestörten Funkbereich durchfahren. (Wird diese Balise im Suchfenster nicht gefunden, wird eine Zwangsbremsung ausgelöst. Damit wird sichergestellt, dass ein möglicher Haltbefehl der Balise sicher ausgewertet wird.)
In der Betriebsart Staff Responsible (SR) werden keine Verkettungsinformationen (Linklisten) verwaltet.
Eine wesentliche Vereinfachung der ETCS-Betriebsart Limited Supervision besteht im Verzicht auf die Verkettung. Damit können einheitliche Datenpunkte verwendet und auf eine Vermessung verzichtet werden.

## Verkettungsinformation
Die Verkettungsinformation für jede der verketteten Balisengruppen setzt sich wie folgt zusammen:
- die Identität der Balisengruppe
- der nominelle Abstand zwischen den „location reference“ genannten Bezugspunkten der Balisengruppe und der vorherigen Gruppe in der Liste (oder der LRBG für die erste Distanz),
- die Verlegegenauigkeit („accuracy“) der Balisengruppe bezogen auf den vorausliegenden Gefahrenpunkt[24]. Wenn eine Balisengruppe zwei Referenzbalisen enthält, muss diese Toleranz beide Balisen abdecken.
- die Richtung, in der die Balisengruppe befahren wird. (Regel- oder Gegenrichtung, „nominal“/„reverse“)
- die notwendige Reaktion, falls die Daten der erwarteten Balisengruppe nicht konsistent sind: Zwangsbremsung („Train trip“), Betriebsbremsung oder keine Reaktion.

Über den Grund der Bremsung muss der Triebfahrzeugführer informiert werden. Die Bremsung darf ferner erst im Stand wieder aufgelöst werden. Nach Abschluss der Betriebsbremsung müssen alle vorausliegenden ortsbezogenen Informationen im Bordgerät gelöscht werden.
Über das ETCS-Paket 5 („Packet 5“) werden Informationen zur Verkettung („Linking Information“) von der Strecke zum Zug übertragen. Darin sind folgende Variablen für die Verkettung enthalten:
- Q_SCALE (für Abstandsmaße zu verwendende Skala, 2 Bit, Werte: 10 cm, 1 m, 10 m)
- D_LINK (inkrementelle Distanz zur nächsten verketteten Balisengruppe, 15 Bit, Wertebereich von 0 cm bis 327.670 km); der Abstand („linking distance“) bezieht sich dabei auf die jeweils erste Balise der beiden verketteten Balisengruppen[29]
- Q_LINKORIENTATION (Kennzeichner für die Orientierungsrichtung, 1 Bit, 2 Werte: „0“, wenn Zug Balisengruppe in Gegenrichtung befährt, „1“, wenn Zug Balisengruppe in Regelrichtung befährt)
- Q_LINKREACTION (Linking-Reaktion bei nicht konsistenten Daten der Ziel-Balisengruppe der Verkettung, 2 Bit, 3 Werte: Trip (TR)/Zwangsbremsung, Betriebsbremsung, keine Reaktion)
- Q_LOCACC (Balisenverlegegenauigkeit als in beide Richtungen zu berücksichtigende Grenzabweichung in Metern, 6 Bit, Werte von 0 bis 63 m)

Bis zu 29 weitere Iterationen dieser Variablengruppe können im Rahmen des Pakets übermittelt werden, deren Anzahl über die 5 Bit breite Variable N_ITER angekündigt wird.
Ein Verkettungs-Datenpaket kann damit bis zu 30 verkettete Balisengruppen enthalten. Damit kann beispielsweise eine 30 km lange Fahrterlaubnis erteilt werden, wenn der mittlere Abstand in der Kette von Balisengruppen nur einen Kilometer beträgt.
Ohne Verkettungsinformation wird der angenommene Balisenverlegefehler durch den Nationalen Wert Q_NVLOCACC bestimmt. Dieser beträgt im Netz der Deutschen Bahn 12 m.

## Verarbeitung auf dem Fahrzeug

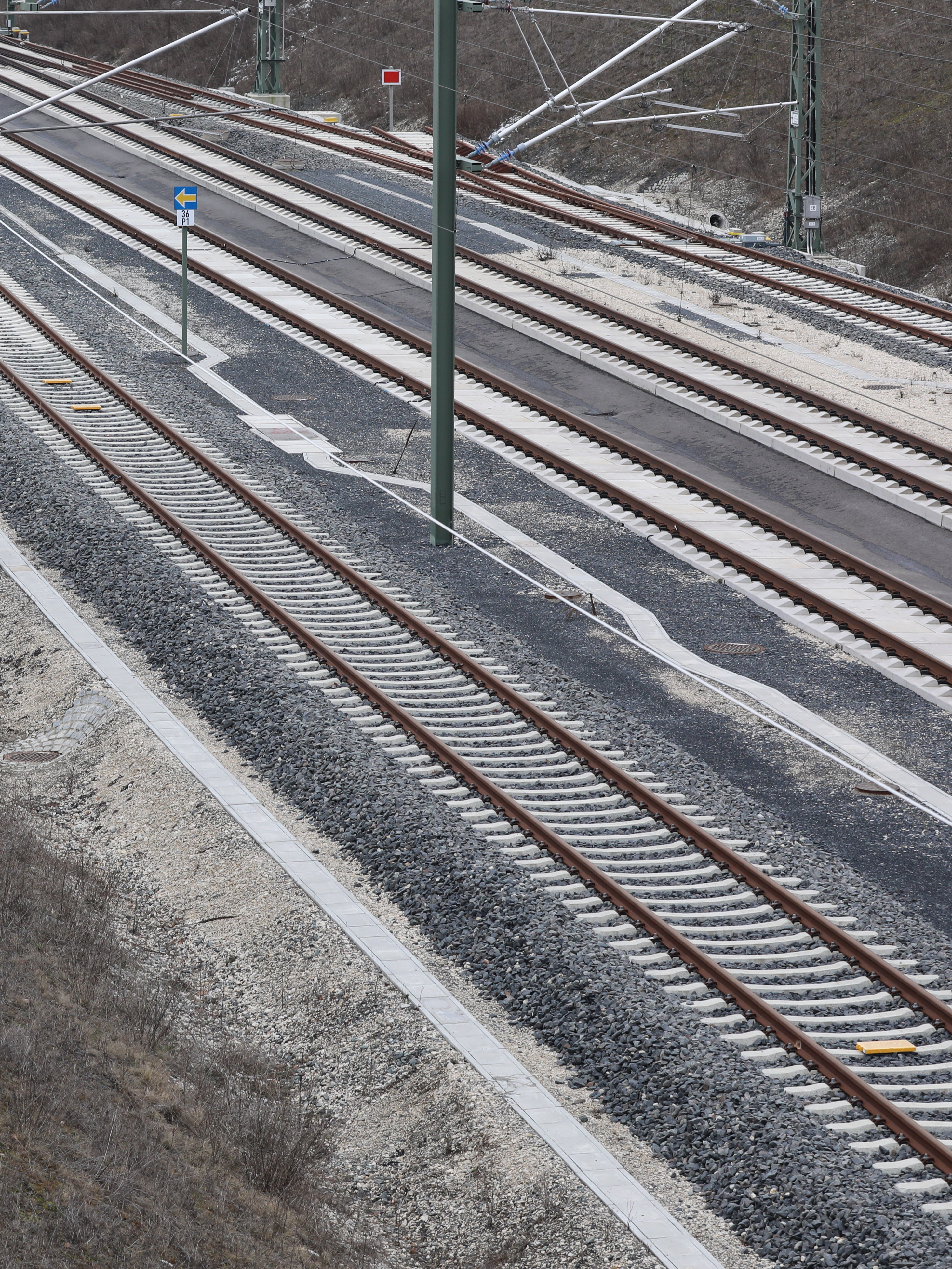
Einzelbalise rund 50 m vor einer ETCS-Halt-Tafel, an der eine Doppelbalise Züge auch ohne aktive Verkettung zum Halten bringen kann. Das ermöglicht Zügen mit Verkettungsinformationen die Korrektur des Vertrauensintervalls ihrer Selbstortung. Damit wird die Annäherung an das Signal erleichtert.

Wenn dem Fahrzeug keine Verkettungsinformation vorliegt, dürfen alle Balisengruppen berücksichtigt werden. Sonst darf es ausschließlich Balisengruppen berücksichtigen, die
- als verkettet gekennzeichnet und in der Verkettungsinformation enthalten sind oder
- als nicht verkettet gekennzeichnet sind.

Verlinkte Balisengruppen mit der Kennzeichnung "ID unknown" dürfen dabei nur berücksichtigt werden, wenn das Fahrzeuggerät die Verkettungsrichtung aus der Balisengruppe selbst erkennt, die Balisengruppe mit der angekündigten Richtung überfahren wird und die Balisengruppe Repositionierungsinformationen enthält, die für diese Fahrtrichtung gültig sind.

Das Fahrzeug darf verkettete und in der Verkettungsliste enthaltene Balisengruppen dabei nur berücksichtigen,
- ab dem frühestmöglichen Ort, an dem die vordere sichere Zugspitze (max safe front end) den Ort der Balisengruppe erreicht[34] bis
- zum spätestmöglichen Ort, an dem die minimale sichere Zugspitze (min safe front end) den Ort der Balisengruppe passiert hat,[34]

was bedeutet, dass das von der Odometrie gelieferte Konfidenzintervall für die Position der Zugspitze mit dem Suchfenster (”expectation window”) für die Position der Balisengruppe überlappt. Ersteres enthält die Positionsunsicherheit der vorhergehenden verlinkten Balisengruppe, die Unsicherheit der Positionserfassung sowie die akkumulierte Unsicherheit der Wegmessung und berücksichtigt den Abstand zwischen der Zugspitze und der Balisenantenne. Letzteres ist durch die nominalen Verkettungsabstände und die Positionsunsicherheit der gesuchten Balisengruppe definiert.
Das Fahrzeug soll jeweils eine Balisengruppe nach der anderen erwarten, entsprechend der Reihenfolge der Verkettungsliste.
Es soll dabei zur nächsten Balisengruppe der Liste springen, wenn die Balisengruppe innerhalb des Suchfensters gefunden wurde oder ein Verkettungskonsistenzfehler („linking consistency error“) gefunden wurde.
Wird eine verlinkte Balisengruppe noch vor dem Suchfenster gefunden, soll das Fahrzeug seine Verkettungskonsistenz („linking consistency“) prüfen und zu der nächsten Balisengruppe der Verkettungsliste springen. Sobald die minimale sichere Zugspitze das Suchfenster der letzten verlinkten Balisengruppe passiert hat, liegt effektiv keine Verkettungsinformation mehr vor.
Das Bordgerät muss in der Lage sein, mindestens 30 verkettete Balisengruppen zu speichern. Eine neu übertragene Verkettungsinformation überschreibt jeweils die gespeicherte Verkettungsinformation vollständig, es sei denn, die Verkettungsinformation wurde als Infill übertragen, also mit Positionsbezug auf eine noch nicht erreichte Gruppe.
Übersteigt die Zahl der als verkettet gekennzeichneten Balisengruppen jene, die im Fahrweg (Länge der Fahrterlaubnis) liegen, ist eine Auswahl zu treffen, welche dieser Balisengruppen noch in die Verkettungsinformation aufgenommen werden und welche nicht (und somit ignoriert werden).

## Planung und Projektierung
Im Rahmen der Validierung einer ETCS-Streckenausrüstung wird die korrekte Abbildung der Topologie in den ETCS-Nachrichten geprüft, u. a. die Verkettungsdistanzen zwischen den Balisengruppen. In der ETCS-Topologie können diese beispielsweise in einem Knoten-Kanten-Modell abgebildet werden, wobei die Knoten den verlinkten Balisengruppen und die Kantenlängen den Verkettungsdistanzen entsprechen.

## Sonstiges
Bei der ETCS-Ausrüstung von Luxemburg mit ETCS Level 1 (Full Supervision) ermöglicht die Verkettung, einen Teil der zu verlegenden Datenpunkte mit nur einer statt zwei Balisen auszuführen, da über die Verkettung die notwendige Richtungsinformation abgeleitet werden kann.
Bei der ETCS-Ausrüstung der Niederlande erfolgte 2003 eine herstellerübergreifende Interoperabilitätsprüfung, in deren Rahmen u. a. verschiedene Infill- und Repositionierungsgruppen zwischen Signalen unter Einsatz verschiedener Verkettungsparameter getestet wurden.
Die Verkettung wird auch beim ETCS-ähnlichen Zugbeeinflussungssystem S-Bahn Berlin (ZBS) genutzt. Dabei kündigt der Datenpunkt am Anfang eines Signalisierungsabschnitts die Datenpunkte innerhalb des Abschnitts an. Die Linking-Reaktion bei nicht auffindbaren oder fehlerhaften Datenpunkten hängt von der Bedeutung des Datenpunkts ab und reicht von einer Meldung bis zu einer Zwangsbremsung. Die der Verkettung zu Grunde gelegten Balisendistanzen wurden im Rahmen spezieller „Linkingfahrten“ durch Befahren geprüft.
In ETCS-Level-2-Bereichen von DB Netz ist in der Regel keine Linking-Reaktion vorgesehen. Zwingend mit einer Zwangsbremsreaktion abzusichern sind Haltbalisen beim Verfahren zur Durchfahrung gestörter Funkbereiche, bestimmte Balisengruppen an Bahnübergängen sowie beim RBC-Wechsel mit Systemversionswechsel.